# Francisco Moreno Barrón
Francisco Moreno Barrón (ur. 3 października 1954 w Salamance) – meksykański duchowny rzymskokatolicki, arcybiskup metropolita Tijuany od 2016.

## Życiorys
Święcenia kapłańskie otrzymał 25 lutego 1979 i został inkardynowany do archidiecezji Morelia. Był m.in. koordynatorem duszpasterstwa młodzieży w archidiecezji oraz wikariuszem biskupim dla regionu Bajío.
2 lutego 2002 papież Jan Paweł II mianował go biskupem pomocniczym archidiecezji Morelia, ze stolicą tytularną Gaguari. Sakry biskupiej udzielił mu 20 marca 2002 ówczesny arcybiskup Morelii - Alberto Suárez Inda.
28 marca 2008 został mianowany biskupem ordynariuszem diecezji Tlaxcala.
16 czerwca 2016 został mianowany arcybiskupem metropolitą Tijuany. Ingres odbył się 11 sierpnia 2016.